# Ami (aparat fotograficzny)

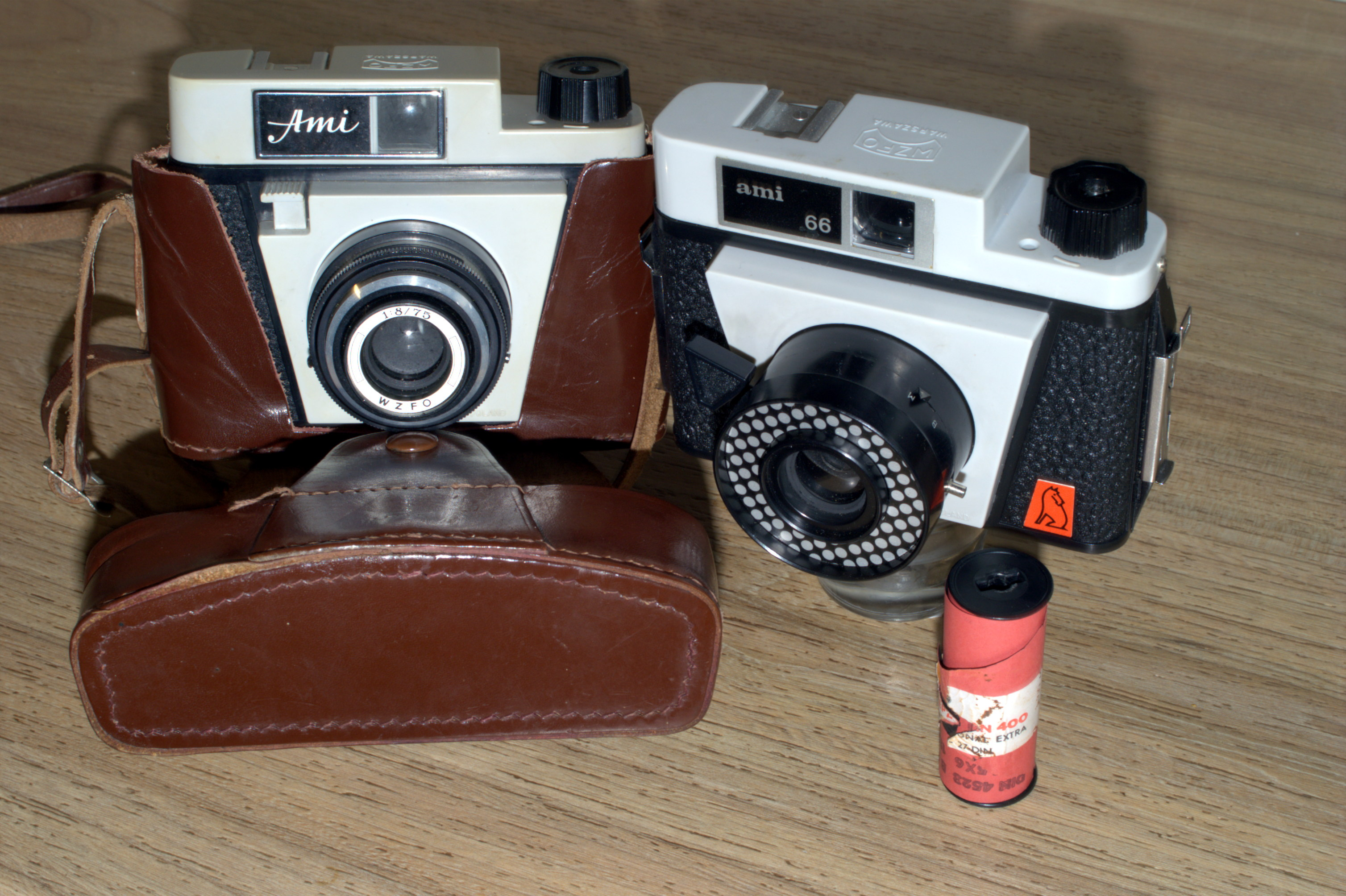
Pierwsza i ostatnia wersja Ami

Ami – prosty polski średnioformatowy aparat fotograficzny typu box produkowany przez Warszawskie Zakłady Fotooptyczne, następca aparatu Druh. Projekt aparatu Ami zrywa z opływowymi kształtami art déco, które charakteryzowały jego bakelitowego poprzednika. Do wykonania obudowy zastosowano "styropol", inaczej polistyren wysokoudarowy, co zmniejszyło wagę i umożliwiło zastosowanie atrakcyjniejszych zestawień barwnych.

## Historia konstrukcji
Aparaty Ami produkowano w trzech wersjach: Ami, Ami 2 oraz Ami 66.

Ami był rozwinięciem koncepcji Druha, konstrukcyjnie został jednak całkowicie zmieniony i wyposażony w uproszczony, jednosoczewkowy obiektyw o stałym ustawieniu ostrości.

Ami 2, produkowany równolegle z Ami, był o wiele bardziej zaawansowany: wyposażono go w obiektyw achromat z dwustrefowym ustawianiem ostrości, migawkę umożliwiającą ustawienie czasu naświetlania 1/30, 1,60, 1/125 s oraz naświetlanie "B", a także w blokadę podwójnego naświetlenia. Ami 2 umożliwiał wykonywanie zdjęć z elektronową lampą błyskową przy wszystkich czasach otwarcia migawki, zaś z lampą spaleniową przy czasie 1/30 s.

Ami 66 wprowadzony po wycofaniu z produkcji poprzednich modeli był zmodernizowanym "Ami" - zmianie uległa stylistyka zewnętrzna oraz uproszczono konstrukcję migawki. Model 66 posiada atrapę światłomierza selenowego wokół oprawy obiektywu w stylu op-art. 
Do aparatów Ami produkowana była prosta spaleniowa lampa błyskowa Amilux na żarówki bezcokołowe, zasilana baterią o napięciu 22,5 V. Mechanizm migawki aparatów Ami i Ami 66 zapewnia synchronizację błysku jedynie z lampami spaleniowymi i nie można używać ich ze współczesnymi fleszami elektronowymi.
Aparat Ami przeżywa obecnie drugą młodość w dobie ponownego zainteresowania historią PRL oraz fotografią tradycyjną. Obok aparatów Druh i Start jest symbolem praktycznie nieistniejącego już polskiego przemysłu fotograficznego.

## Dane techniczne
Ami

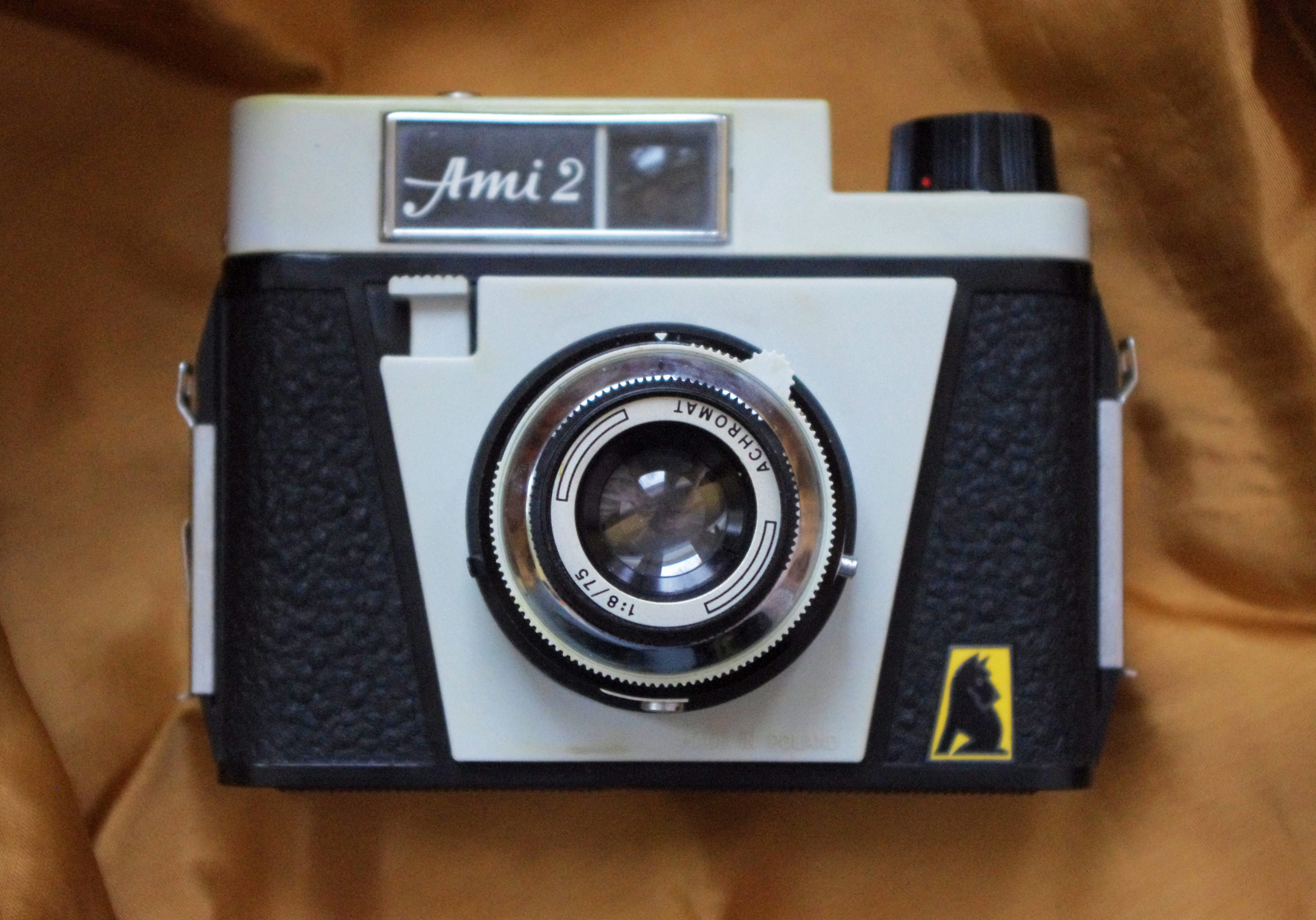
Ami 2

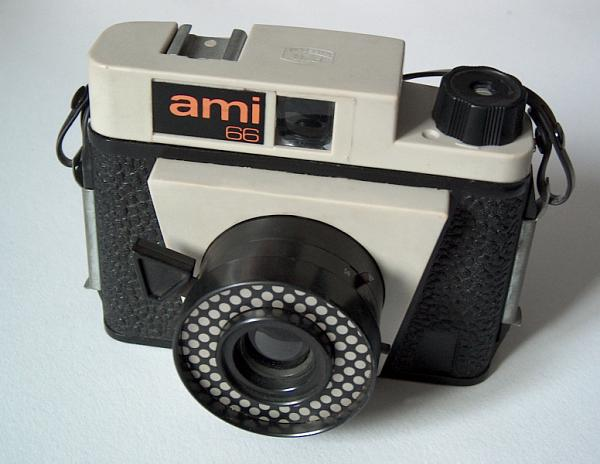
Ami 66

- format klatki 56x56 mm (błona zwojowa typ 120)
- obiektyw stały, jednosoczewkowy standard 75 mm 1:8
- stałe ustawienie ostrości, minimalna odległość zdjęciowa 2 m[1]
- przysłona otworkowa 1:8, 1:16
- migawka centralna automatyczna o czasie otwarcia 1/50 s
- szyna do mocowania lampy błyskowej i gniazdo PC synchronizacji spaleniowej lampy błyskowej
- plastikowa obudowa, polistyren wysokoudarowy.

Ami 2
- format klatki 56x56 mm (błona zwojowa typ 120)
- obiektyw stały, achromat 75 mm 1:8
- ustawienie ostrości dwustrefowe: 2,5 - 4 m oraz 4 m - ∞
- przysłona otworkowa 1:8, 1:16
- migawka centralna automatyczna, o czasach otwarcia 1/30 s, 1/60 s, 1/125 s i B
- zabezpieczenie przed podwójnym naświetleniem zdjęcia
- gniazdo wężyka spustowego
- szyna do mocowania lampy błyskowej i gniazdo PC synchronizacji lampy błyskowej
- plastikowa obudowa, polistyren wysokoudarowy.

Ami 66
- format klatki 56x56 mm (błona zwojowa typ 120)
- obiektyw stały, jednosoczewkowy standard 75 mm 1:8
- stałe ustawienie ostrości, minimalna odległość zdjęciowa 2 m
- przysłona otworkowa 1:8, 1:16
- migawka otworkowa automatyczna, o czasach otwarcia 1/50 s i B
- szyna do mocowania lampy błyskowej i gniazdo PC synchronizacji spaleniowej lampy błyskowej
- plastikowa obudowa, polistyren wysokoudarowy.